# Mestici
Mestici (špa. "mestizo") potomci su američkih starosjedilaca (Indijanaca) i bijelaca (najčešće Portugalaca i Španjolaca). Riječ "mestik" potječe od latinske riječi "mixticius", što znači "miješan".
Žive uglavnom u Latinskoj Americi, ima ih oko 125 milijuna i govore španjolski i portugalski jezik. Uglavnom su rimokatoličke vjeroispovijesti i manjim dijelom protestanti.
U španjolskom jeziku ovaj naziv odnosi se na sve grupe nastale miješanjem različitih rasa, s naglaskom na grupu nastalu između Indijanaca i bijelaca.
U Paragvaju 95% stanovništa su mestici, u Salvadoru i Hondurasu 90%, a u Meksiku, Nikaragvi, Panami, Ekvadoru, Gvatemali, Kolumbiji, Čileu oko 60%.